# Gunnera
Genre
Classification phylogénétique
Gunnera est un genre de plantes à fleurs de la famille des Gunneraceae. On y décompte environ 45 espèces.
Il a été nommé en hommage à Johan Ernst Gunner (1718-1773), évêque et botaniste norvégien. 

## Liste d'espèces
- Gunnera albocarpa
- Gunnera arenaria
- Gunnera chilensis
- Gunnera densiflora
- Gunnera dentata
- Gunnera eartwoodiae H.St.John
- Gunnera flavida
- Gunnera kauariensis J.F.Rock
- Gunnera hamiltonii
- Gunnera magellanica
- Gunnera magnifica
- Gunnera manicata Linden ex Delchev, appelée la rhubarbe géante
- Gunnera masafuerae
- Gunnera monoica
- Gunnera morae
- Gunnera perpensa
- Gunnera petaloidea Gaud.
- Gunnera prorepens
- Gunnera tinctoria (Molina) Mirbel